# STX10
STX10 (англ. Syntaxin 10) – білок, який кодується однойменним геном, розташованим у людей на короткому плечі 19-ї хромосоми. Довжина поліпептидного ланцюга білка становить 249 амінокислот, а молекулярна маса — 28 114.
| 10         |  | 20         |  | 30         |  | 40         |  | 50         |
| ---------- |  | ---------- |  | ---------- |  | ---------- |  | ---------- |
| MSLEDPFFVV |  | RGEVQKAVNT |  | ARGLYQRWCE |  | LLQESAAVGR |  | EELDWTTNEL |
| RNGLRSIEWD |  | LEDLEETIGI |  | VEANPGKFKL |  | PAGDLQERKV |  | FVERMREAVQ |
| EMKDHMVSPT |  | AVAFLERNNR |  | EILAGKPAAQ |  | KSPSDLLDAS |  | AVSATSRYIE |
| EQQATQQLIM |  | DEQDQQLEMV |  | SGSIQVLKHM |  | SGRVGEELDE |  | QGIMLDAFAQ |
| EMDHTQSRMD |  | GVLRKLAKVS |  | HMTSDRRQWC |  | AIAVLVGVLL |  | LVLILLFSL  |

A: Аланін

C: Цистеїн

D: Аспарагінова кислота

E: Глутамінова кислота

F: Фенілаланін

G: Гліцин

H: Гістидин

I: Ізолейцин

K: Лізин

L: Лейцин

M: Метіонін

N: Аспарагін

P: Пролін

Q: Глутамін

R: Аргінін

S: Серин

T: Треонін

V: Валін

W: Триптофан

Кодований геном білок за функцією належить до фосфопротеїнів. 
Задіяний у таких біологічних процесах, як транспорт, транспорт білків, ацетилювання, альтернативний сплайсинг. 
Локалізований у мембрані, апараті гольджі.